# Družba Službenica milosrđa
Službenice milosrđa ili ančele (tal. Ancelle della Carità) su ženska katolička redovnička družba koju je osnovala sveta Marija Krucifiksa di Rosa.

## O redu
Nakon izbijanja pošasti kolere u Bresci 1836. Marija i odlazi u bolnicu dvoriti bolesnike, a sa svojim suradnicama službeno počinje raditi 18. svibnja 1840. Uzimaju ime Ancelle della Carità di Brescia (Službenice milosrđa). Beč im odobrava rad u bolnici 1843., a službena potvrda reda dolazi od Kongregacije za redovnike 1847. Osim rada u bolnici, preuzele su zavod za napuštenu žensku mladež, organizirale duhovne vježbe za mlade, otvarile oratorij za mlade, a zaslugom utemeljiteljice otvorila se škola za gluhonijeme.
Ubrzo nakon odobrenja zajednice, na poziv tadašnjeg dubrovačkoga biskupa Tome Jederlinića dolaze u Dubrovnik 1853. Otvaraju kuću na Pilama te upravljaju sirotištem. Otvaraju uzgojni zavod, pučku i građansku školu, preparandiju, a grade i crkvu sv. Vinka Paulskoga. U Split ih poziva biskup Luiđi Marija Pini gdje dolaze 1855. i otvaraju školu, zabavište, internat za djevojke i školu ručnih radova.
Nakon Drugoga svjetskog rata komunistička vlast im zabranjuje društveni rad i oduzima veliki dio imovine. Na poziv biskupa Ratka Perića dolaze u Mostar 1995. Djeluju u sklopu Caritasova dječjeg vrtića sv. Josipa. Ančele djeluju i na župama u Malom Lošinju, Žrnovnici, Vrbovcu, Viljevu, Vođincima i u župi Sv. Nikole Tavelića u Zagrebu.
Sjedište provincije je u Splitu, a broje 158 zavjetovanih sestara.

## Vanjske poveznice
- Suore Ancelle della Carità di S. Maria Crocifissa Di Rosa  Arhivirana inačica izvorne stranice od 10. srpnja 2013. (Wayback Machine) (tal.) (engl.) (fr.) (šp.) (port.)